# Campo Agrícola Nuevo Milenio
Campo Agrícola Nuevo Milenio är en ort i Mexiko.   Den ligger i kommunen Navolato och delstaten Sinaloa, i den västra delen av landet, 1 100 km nordväst om huvudstaden Mexico City. Campo Agrícola Nuevo Milenio ligger 15 meter över havet och antalet invånare är 219.
Terrängen runt Campo Agrícola Nuevo Milenio är mycket platt. Runt Campo Agrícola Nuevo Milenio är det ganska tätbefolkat, med 155 invånare per kvadratkilometer. Närmaste större samhälle är General Ángel Flores, 1,7 km norr om Campo Agrícola Nuevo Milenio. Omgivningarna runt Campo Agrícola Nuevo Milenio är en mosaik av jordbruksmark och naturlig växtlighet.